# Scobicia arizonica
Scobicia arizonica är en skalbaggsart som beskrevs av Pierre Lesne 1907. Scobicia arizonica ingår i släktet Scobicia och familjen kapuschongbaggar. Inga underarter finns listade i Catalogue of Life.